# Ariadna Cabrol
Pour les articles homonymes, voir Cabrol.
Ariadna Cabrol (née à Matadepera en Catalogne) est une actrice de cinéma et de théâtre espagnole.

## Filmographie
Cinéma
- 2010 : Mil cretins
- 2009 : Eloïse
- 2009 : Dos billetes
- 2009 : Zone of the Dead
- 2008 : Eskalofrío
- 2007 : La Cellule de Fermat
- 2007 : Les pel·lícules del meu pare
- 2004 : Joves
- 2000 : Foc al càntir

Télévision
- 2010 : Supercharly
- 2009 : Un golpe de suerte
- 2009 : Pelotas
- 2009 : Conexão
- 2008 : El cor de la ciutat
- 2008 : Martini, il valenciano
- 2007 : Cuerpo a la carta
- 2007 : Adrenalina
- 2007 : La stella dei re
- 2006 : Matrimonio con hijos
- 2005 : Porca Misèria
- 2004 : Estocolm
- 2004 : Un, dos, tres
- 2003 : La Famille Serrano